# Arsenal de l'Aéronautique
Arsenal de l'Aéronautique byl francouzský letecký výrobce založený v roce 1934 jako státní firma pod původním názvem Arsenal du matériel aérien. Prvotně měla tato státní společnost sloužit ke dvěma účelům:
1. k vývoji leteckých technologií, které soukromý sektor z různých důvodů nemohl vyvíjet nebo nevyvíjel
2. k ověřování cen a výrobních nákladů státních zakázek (porovnáváním svých výdajů s cenami soukromých firem)

Mimo vojenská letadla vyráběla také např. letecké motory, regulační ventily pro tlakové systémy atd.
V roce 1936 došlo ke znárodnění leteckého průmyslu novou levicovou vládou. Firma byla přejmenována na Arsenal de l'Aéronautique a sídlo zřízeno v hangárech Breguet Aviation ve Villacoublay.
V roce 1947 pracovalo v závodech Arsenalu (mj. v Châtillonu, Villeurbanne, Štrasburku, Villacoublay - zde letecká testovací stanice) celkem 2 380 zaměstnanců. Roku 1952 byla privatizována jako Société Française d’Etude et de Constructions de Matériel Aéronautiques Spéciaux (SFECMAS). V roce 1955 se SFECMAS sloučila se SNCAN, čímž vznikla firma Nord Aviation.

## Přehled letadel

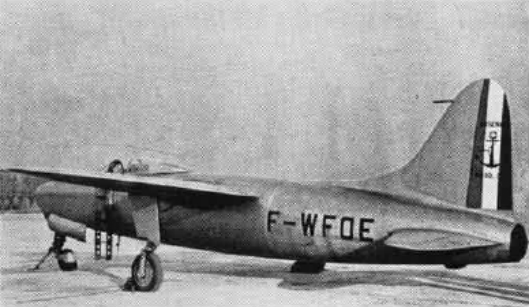
Arsenal VG-90

- Arsenal VG-30
- Arsenal VG-31
- Arsenal VG-32
- Arsenal VG-33
- Arsenal VG-34
- Arsenal VG-35
- Arsenal VG-36
- Arsenal VG-37
- Arsenal VG-38
- Arsenal VG-39
- Arsenal VG-40
- Arsenal VG-50
- Arsenal VB-10
- Arsenal O.101
- Arsenal VG-70
- Arsenal VG-80
- Arsenal VG-90
- Arsenal-Delanne 10